# Ngawang Losang Chökyi Nyima Tenzin Wongchuk
Ngawang Losang Chökyi Nyima Tenzin Wongchuk (Lhasa, 1870 - Urga, 1924) was de achtste jabzandamba van Mongolië en de zesde van Tibetaanse afkomst. Hij werd net als een reeks voorgangers geselecteerd via de loterijprocedure van de Gouden urn.
Hij was geboren in een welvarende familie, die rentmeesters leverde voor enkele van de landgoederen van de dalai lama's. Het morele verval van de hiërarchie van het georganiseerde Mongoolse boeddhisme bereikte in zijn periode een hoogtepunt. In 1875 arriveerde hij in Urga, het huidige Ulaanbaatar.
Ngawang Losang Chökyi toonde nauwelijks enige interesse in zijn religieuze taken en hield zich vooral bezig met uit Europa geïmporteerd mechanisch speelgoed en een grote privédierentuin met exotische dieren waaronder nijlpaarden en een giraffe. Op de leeftijd van vijftien jaar vertoonde hij al excessief gewelddadig gedrag. In de periode hierna ontwikkelde hij daarbij een openlijk biseksuele levenswandel en onderhoudt talloze relaties met mannen en vrouwen.
In 1911 viel in China de Qing-dynastie. Mongolië verklaarde zich een onafhankelijk land, bestaande uit het grondgebied van de huidige republiek Mongolië en de huidige Chinese provincie Binnen-Mongolië. Ngawang Losang Chökyi riep zich uit tot Bogd Khan (keizer) van Mongolië.
De formele onafhankelijkheid was echter van korte duur. Onder met name Russische druk werd in het Tweede Verdrag van Kjachta vastgesteld waarmee Binnen-Mongolië onder de soevereiniteit van de Republiek China valt en Buiten-Mongolië (het gebied van de huidige republiek) een autonome status krijgt binnen Chinees staatsverband. China was echter in de praktijk niet meer in staat in dit gebied daadwerkelijk gezag uit te oefenen totdat het in 1919 het land weer wist te bezetten.
In deze periode leed de jabzandamba al aan syfilis in het tertiaire stadium en was hij al haast blind. De Mongoolse ambassadeur in Rusland organiseerde een gedwongen inzameling van fondsen in Mongolië en liet een immens beeld van de boddhisattva Chenrezig vervaardigen met als spreuk: "Die wat met zijn Ogen ziet". Hiermee was een astronomisch bedrag gemoeid, ook omdat de tempel bij het klooster Gandantegchinlin waar het beeld kwam te staan hiervoor geheel verbouwd moest worden.
In 1913 werd opnieuw een gedwongen inzameling georganiseerd. Volgelingen van de Bogd Khan, die alle belang hadden bij het nog even uitblijven van zijn overlijden lieten in Polen 10.000 beelden van Amitabha maken, de boeddha van het oneindige licht en in die hoedanigheid ook van een Langdurig Leven.
In deze periode had de relatief kleine stad Urga circa 30.000 inwoners. Daaronder waren er ongeveer 10.000 monniken. Naast de Jabzandamba waren er nog 46 andere koetoektoes van de hoogste orde. De kosten voor het extravagante bestedingspatroon moest door een straatarme bevolking worden opgebracht.
De verbazingwekkende kracht en geloofwaardigheid van de geloofsstructuur die de achtereenvolgende jabzandamba's belichaamden bleek uiteindelijk toch beperkingen te hebben en niet bestand tegen de talloze bedreigingen die de Mongoolse staat het hoofd moest bieden.
In 1920 wist Roman von Ungern-Sternberg met delen van het voormalig Witte Leger Mongolië te bezetten en de Bogd Khan te verdrijven. In het volgend jaar wisten Mongoolse revolutionairen echter met hulp van het Russische Rode leger Von Ungern-Sternberg uit Urga en Mongolië te verdrijven. Feitelijk was de macht toen in handen van de marxistische Mongoolse Volkspartij. De Bogd Khan mocht nog wel tot aan zijn dood in 1924 met enkele geringe bevoegdheden formeel staatshoofd blijven.
De Partij had de ambitie om een andere sociale en economische ordening in het land te realiseren en verwachtte daarbij uiteraard weerstand van de hiërarchie van het georganiseerd boeddhisme. Het wilde dan ook niet gelijk het tactische voordeel opgeven om het georganiseerde Mongoolse boeddhisme voorlopig zonder geestelijk leider te laten.
Hij was getrouwd met Dondogdulam, die overleed. In het jaar voor zijn dood in 1924 was hij gehuwd met Genenpil. . Genenpil werd in 1938 geëxecuteerd tijdens het stalinistisch bewind. 
Na de dood van Ngawang Losang Chökyi verbood de partij dan ook de selectie een nieuwe tulku. In het geheim werd deze echter in Lhasa erkend als Jampäl Namdröl Chökyi Gyaltsen, die Mongolië in het laatste jaar van de 20e eeuw bezocht.